# Баланта, Дейви
Дейви Александр Баланта Абония (англ. Deivy Alexander Balanta Abonía; род. 2 сентября 1993 года, Богота, Колумбия) — колумбийский футболист, защитник клуба «Атлетико Хуниор». Участник Олимпийских игр 2016 года в Рио-де-Жанейро.

## Клубная карьера

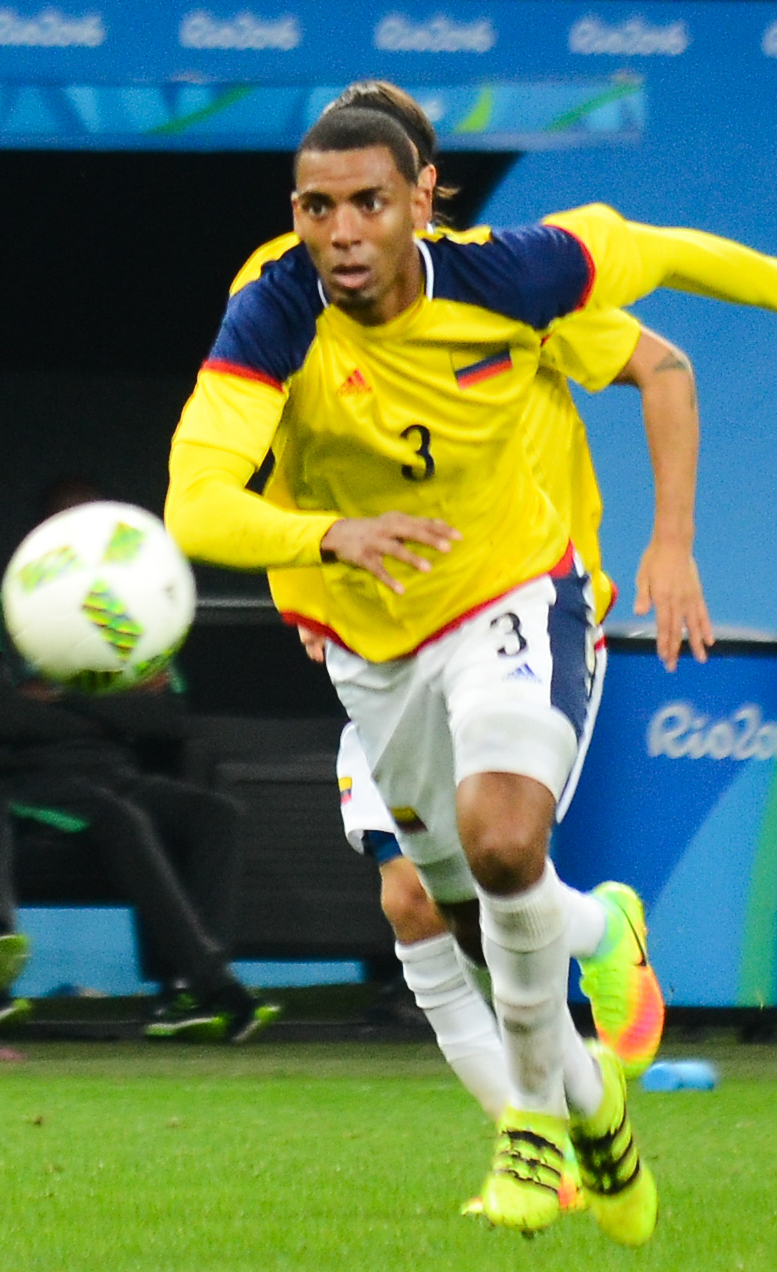
Баланта в составе олимпийской сборной Колумбии

Баланта — воспитанник клуба «Атлетико Насьональ». В 2011 году он для получения игровой практики перешёл в аргентинский «Олл Бойз», но не сыграв за команду ни минуты, вернулся обратно. В 2012 году Дейви был отдан в аренду в «Альянса Петролера». 26 августа в матче против «Америки» из Кали он дебютировал за новый клуб. По итогам сезона Баланта помог «Петролере» выйти в элиту. 17 февраля 2013 года в матче против своего родного клуба «Атлетико Насьональ» он дебютировал в Кубке Мустанга. 11 июля 2015 года в поединке против «Униаутонома» Дейви забил свой первый гол за «Петролеру». По итогам сезона стал бронзовым призёром чемпионата и завоевал Кубок Колумбии.
В начале 2016 года Баланта перешёл в «Атлетико Хуниор». 31 января в матче против «Атлетико Уила» он дебютировал за новую команду.

## Международная карьера
В 2013 году в составе молодёжной сборной Колумбии Дейви выиграл молодёжном чемпионате Южной Америки в Аргентине. На турнире он сыграл в матчах против команд Боливии, Эквадора, Уругвая, Перу, Аргентины а также дважды Парагвая и Чили.
В летом того же года Баланта принял участие в молодёжном чемпионате мира в Турции. На турнире оно сыграл в матчах против команд Турции, Сальвадора и Северной Кореи.
Летом 2016 года Баланта в составе олимпийской сборной Колумбии принял участие в Олимпийских играх в Рио-де-Жанейро. На турнире он сыграл в матчах против команд Швеции, Японии Нигерии и Бразилии.

## Достижения
Международные
 Колумбия (до 20)
- Чемпионат Южной Америки по футболу среди молодёжных команд — 2013